# Eupithecia holti
Eupithecia holti es una especie de polilla de la familia Geometridae. La especie fue descrita por primera vez por Jaan Viidalepp habiendo sido descrita en 1996, con distribución en las montañas del sur de Siberia, Mongolia. El holotipo de la especie fue descrita en las Montañas Jangái en el corazón de la provincia de Hovd.